# رابرت جیم‌سان

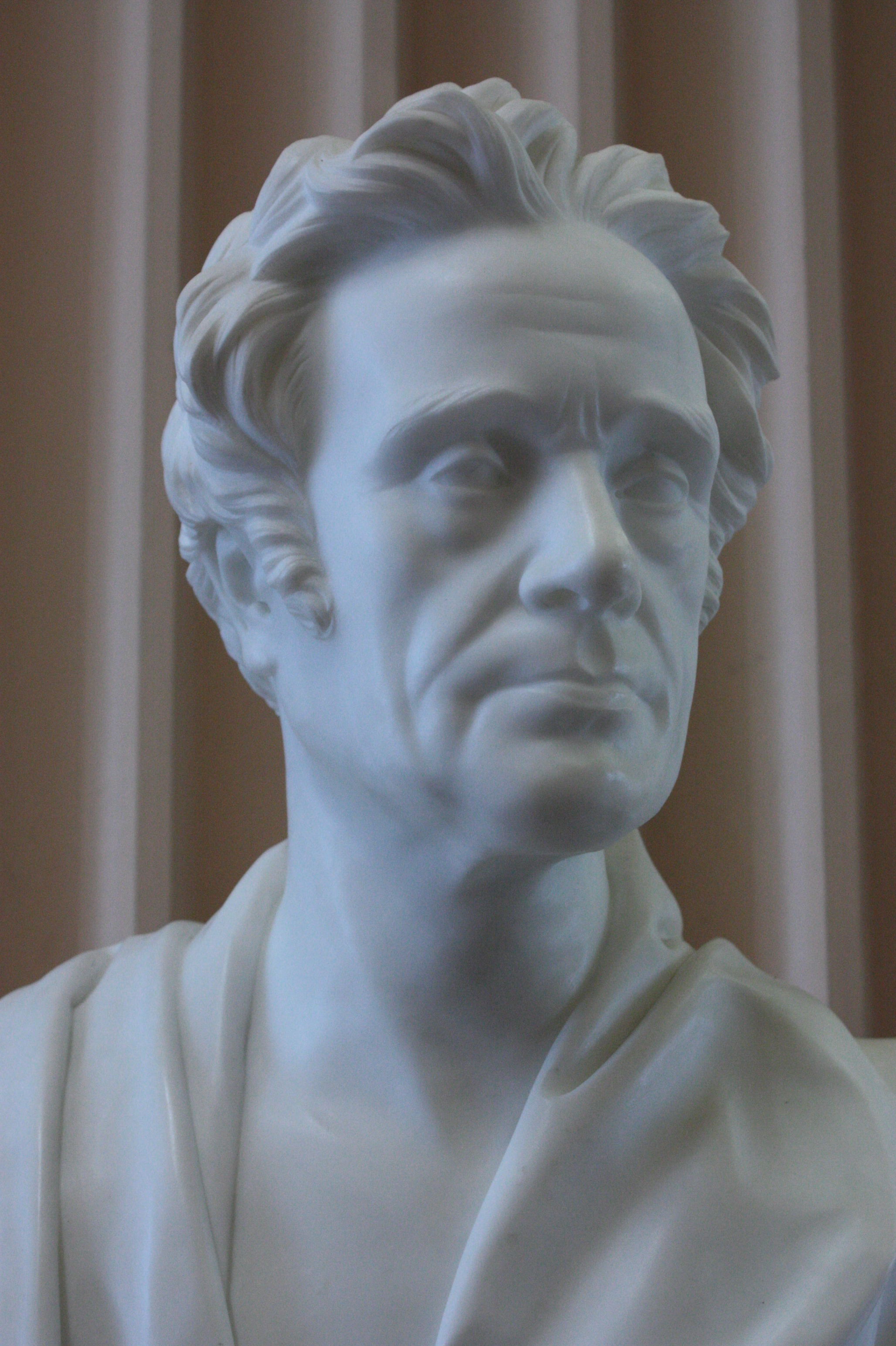
استاد رابرت جیم‌سان اثر: سر جان استیل

رابرت جیم‌سان (انگلیسی: Robert Jameson; ۱۱ ژوئیهٔ ۱۷۷۴ – ۱۹ آوریل ۱۸۵۴) طبیعی‌دان، کانی‌شناس و استاد دانشگاه اهل پادشاهی متحد بریتانیای کبیر و ایرلند بود.
وی همچنین برندهٔ جوایزی همچون همکار انجمن سلطنتی شده‌است.
او به خاطر دانش پیشرفته‌اش و مجموعه عالی موزه‌اش و به خاطر شاگردش چارلز داروین مشهور است. جیم‌سان در امر سخنرانی ممتاز نبود، به‌هرحال، و برای نیمی از اوایل حرفه‌اش با نظریهٔ خطای زمین‌شناسی نپتونیسم سلفش جان واکر دست به گریبان بود. داروین در سال‌های نوجوانی در درس تاریخ طبیعی جیم‌سان در دانشگاه ادینبرا شرکت کرد و از او چینه‌شناسی یادگرفته و در گردآوری مجموعه‌های موزهٔ دانشگاه ادینبرا به او کمک کرد. این موزه بعدها یکی از بزرگترین موزه‌های اروپا شد.